# Maldives International
Die Maldives International sind die offenen internationalen Meisterschaften der Malediven im Badminton. Bei den Titelkämpfen werden Punkte für die Badminton-Weltrangliste vergeben. Mit der Durchführung der Meisterschaften werden die Anstrengungen des Badmintonverbandes der Malediven manifestiert, dem Badmintonsport im südasiatischen Land weiteren Aufschwung zu verleihen und den Anschluss an die asiatische Spitze herzustellen. Das Turnier hat den Status einer BWF International Challenge. Seit 2019 gibt es mit der Maldives Future Series ein weiteres hochrangiges internationales Turnier auf den Malediven, seit 2023 zusätzlich auch die Maldives International Series.

## Turniersieger
| Jahr      | Herreneinzel          | Dameneinzel       | Herrendoppel                              | Damendoppel                          | Mixed                                       |
| --------- | --------------------- | ----------------- | ----------------------------------------- | ------------------------------------ | ------------------------------------------- |
| 2010      | Anand Pawar           | Trupti Murgunde   | Sulehri Kashif Ali Rizwan Azam            | Chinami Okui Yukie Sumida            | Kennevic Asuncion Karyn Velez               |
| 2011      | Pablo Abián           | P. V. Sindhu      | Ashton Chen Yong Zhao Derek Wong Zi Liang | Miki Komori Nao Miyoshi              | Toby Ng Grace Gao                           |
| 2012      | Srikanth Kidambi      | Sayaka Takahashi  | Itani Kazuya Tomoya Takashina             | Naoko Fukuman Kurumi Yonao           | Raj Popat Devi Tika Permatasari             |
| 2013      | Fikri Ihsandi Hadmadi | Michelle Li       | Tien Tzu-chieh Wang Chi-lin               | Maretha Dea Giovani Melvira Oklamona | K. Nandagopal Maneesha Kukkapalli           |
| 2014 2018 | nicht ausgetragen     | nicht ausgetragen | nicht ausgetragen                         | nicht ausgetragen                    | nicht ausgetragen                           |
| 2019      | Kaushal Dharmamer     | Iris Wang         | Keiichiro Matsui Yoshinori Takeuchi       | Sayaka Hobara Natsuki Sone           | Chaloempon Charoenkitamorn Chasinee Korepap |
| 2020 2021 | nicht ausgetragen     | nicht ausgetragen | nicht ausgetragen                         | nicht ausgetragen                    | nicht ausgetragen                           |
| 2022      | Luís Enrique Peñalver | Aakarshi Kashyap  | Rohan Kapoor B. Sumeeth Reddy             | Chisato Hoshi Miyu Takahashi         | Rohan Kapoor Siki Reddy                     |
| 2023      | Ravi                  | Ashmita Chaliha   | Pharanyu Kaosamaang Worrapol Thongsa-Nga  | Laksika Kanlaha Phataimas Muenwong   | Hoo Pang Ron Teoh Mei Xing                  |
| 2024      | abgesagt              | abgesagt          | abgesagt                                  | abgesagt                             | abgesagt                                    |